# Melanie Erasim
Melanie Erasim (nascida a 23 de Janeiro de 1983) é uma política austríaca do Partido Social-Democrata. É membro do Conselho Nacional desde 2021, tendo desempenhado funções anteriormente de 2017 a 2019. Desde 2015, serve como líder do Partido Social-Democrata em Mistelbach.